# Пластика

Генерички термин који се користи у случају полимерних материјала који могу да садрже друге супстанце
да би се побољшала перформанса и/или редуковали трошкови.

Напомена 1: Употреба овог термина уместо полимер је извор забуне и стога се не препоручује.
Напомена 2: Овај термин се у полимерском инжењерству обично користи у смислу да се материјал
може обрадити проточним приступом.

Пластика или пластичне масе представљају уметне материјале произведене од синтетских или полусинтетских смола и различитих додатака (пунила, омекшивача, стабилизатора и пигмената) који се у току прераде налазе бар повремено у пластичном стању. Пластике су типично органски полимери са високом молекулском масом, мада оне често садрже друге супстанце. Оне су обично синтетичке, најчешће изведене из петрохемикалија, мада су многе делом природне. Пластичност је опште својство свих молекула који имају способност да се неповратно деформишу без пуцања, мада до тога долази у тој мери код ове класе полимера подесних за обликовање да је та способност наглашена у њиховом имену.
Услед њихове релативно ниске цене, лакоће производње, многостраности, и непропустивости за воду, пластике се користе у енормном и експандирајућем опсегу производа, од спајалица до свемирских бродова. Оне се већ замениле многе традиционалне материјале, као што су дрво, камен, рогови и кости, кожа, папир, метал, стакло, и керамика, у великом броју облика њихове раније употребе. Пластичне масе се прерађују ваљањем у фолије, истискивањем под притиском, убризгавањем, пасирањем, итд. Због својих механичких својстава и могућности обликовања пластичне масе су потисле многе друге материјале и њихова је индустрија у сталном порасту. У развијеним земљама, око једне трећине произведене пластике се користи за паковање, а једна трећина налази примену у грађевинарству за израду цеви које се користе у водоводним инсталацијама, или за израду винилних покривних оплата. Остатак се користи за израду аутомобила (до 20% пластике), намештаја, и играчки. У земљама у развоју, тај однос може да буде различит - на пример, по неким извештајима 42% Индијске потрошње одлази на материјале за паковање. Пластике налазе мноштво облика примене у пољу медицине, што обухвата полимерне импланте. Име поља пластичне хирургије није проистекло из употребе пластичних материјала, него из општијег значења речи пластичност у смислу способности промене облика.
Прва потпуно синтетичка пластика је био бакелит, коју је изумео Лео Бакеланд у Њујорку 1907. године, који је сковао термин 'пластика'. Многи хемичари су допринели науци о материјалу пластике, укључујући нобеловца Хермана Стаудингера, који се назива „оцем хемија полимера“" и Хермана Марка, који је познат као „отац физике полимера“. Успех и доминација пластике почевши од раног 20. века довели су до бројних проблема очувања животне средине због њене споре декомпозиције након што се одбаци као смеће. Постојаност је директна последица структуре пластике карактерисане присуством великих молекула. При крају 20. века, један од приступа решавању проблема је широко заступљено настојање да се рециклира пластика.
Пластике се могу се поделити у две главне групе: термопластични материјали и термореактивни материјали или дуропласти.
- Термопластичне масе - грејањем омекшају, а хлађењем се враћају у првобитно стање(нпр. поливинилхлорид, полиетилен, полистирен). Састоје се од врло дугих молекула с равним ланцима (линеарни полимери).
- Термореактивне пластичне масе или дуропласти - грејањем иреверзибилно отврдну и касније се више не могу обликовати (бакелит, аминопласти). Имају просторну мрежасту структуру.

## Карактеристике пластике
Различитости међу синтетским полимерима, њихове најразноврсније карактеристике, кључне су за њихов успјех. Полимерне твари се ријетко употребљавају у изворном облику, већ им се претходно додају разни додаци (адитиви) који битно побољшавају једно или више њихових својстава, па се тако добивају технички упорабљиви полимерни материјали.
Тако различити у својој употреби, заједничка им је:
- отпорност на хемикалије;
- одлична топлотна изолацијска својства;
- електроизолацијска својства;
- мања маса у односу на друге материјале сличних својстава.

Пластика као материјал одговара на многе функционалне потребе и чини могућим оно што човјек треба или жели.

## Етимологија
Реч пластика је изведена из грчке речи πλαστικός (plastikos) са значењем „имати способност мењања облика или обликовања“, од πλαστός (plastos) са значењем „обликован“. Она се односи на савитљивост, или пластичност материјала током производње, што му омогућава да буде изливен, пресован, или екструдован у мноштво облика као што су филмови, влакна, плоче, цеви, боце, кутије, и низ других.
Широко кориштена реч пластика није у потпуности аналогна са техничким придевом пластичан, који се користи за описивање било ког материјала који подлеже перманентној промени облика (пластичној деформацији) кад се истегне изван извесне тачке. Алуминијум који је дробљен или кован, на пример, испољава пластичност у том смислу, мада он није пластичан у уобичајеном смислу речи. У контрасту с тим, у њиховим финалним облицима, неке пластике пуцају уместо да се деформишу и стога нису пластичне у техничком смислу.

## Уобичајене пластике
- Полиестер (PES) – Влакна, текстили.
- Полиетилен терафталат (PET) – Боце за газирана пића, тегле за путер од кикирикија, пластични филм, паковања подесна за микроталасно загревање.
- Полиетилен (PE) – Широк опсег употреба с ниским трошковима, укључујући кесе за супермаркете, пластичне боце.
- Полиетилен високе густине (HDPE) – Боце за детерџенте, млеко, и ливене пластичне кутије.
- Поливинил хлорид (PVC) – Водоводне цеви и олуци, завесе за туш, оквири за прозоре, подови.
- Поливинилиден хлорид (PVDC) (Саран) – Амбалажа за храну.
- Полиетилен ниске густине (LDPE) – Баштенска опрема, сајдинг, подне плочице, завесе за туш, амбалажа за храну.
- Полипропилен (PP) – Чепови за боце, цевчице за пиће, контејнери за јогурт, апарати, браници кола, пластичне цеви.
- Полистирен (PS) – Пена за паковање/„кикирики“, контејнери за храну, пластично посуђе, чаше за једнократну употребу, тањири, прибор за јело, CD и касетне кутије.
- Полистирен високе отпорности (HIPS): Улошци за хладњаке, амбалажа за храну, чаше за једнократну употребу.
- Полиамиди (PA) (Најлони) – Влакна, четкице за зубе, цеви, риболовна влакна, машински делови мале јачине, делови кола.
- Акрилонитрил бутадиен стирен (ABS) – Кућишта електронске опреме (нпр. компјутерски монитори, принтери, тастатуре), цеви за дренажу.
- Полиетилен/Акрилонитрил бутадиен стирен (PE/ABS) – Клизава мешавина PE и ABS се користи за суве лежајеве изложене малим напрезањима.
- Поликарбонат (PC) – Компактни дискови, наочаре, одбрамбени штитови, безбедносни прозори, саобраћајна светла, сочива.
- Поликарбонат/Акрилонитрил бутадиен стирен (PC/ABS) – Мешавина PC и ABS којом се добија јача пластика. Користи се за израду унутрашњих и спољашњих делова кола, и кућишта мобилних телефона.
- Полиуретани (PU) – Пена за јастуке, термоизолационе пене, површински премази, штампарски ваљци (Тренутно 6. или 7. најчешће коришћени пластични материјал, на пример најчешће коришћена пластика у колима).

## Пластике специјалне намене
- Малеимид/Бисмалеимид Користи се у високо температурним композитним материјалима.
- Меламински формалдехид (MF) – Један од аминопласта, и користи се као вишебојна алтернатива фенолним пластикама, на пример при ливењу у калупе (нпр. као алтернатива керамичких шоља, тањира и чинија за децу које су отпорне на преломе) и у декоративним површинским слојевима папирних ламината (нпр. Formica).
- Пласкробни материјал – Биоразградива и топлотно отпорна термопластика која се састоји од модификованог кукурузног скроба.
- Фенолитици (PF) или (фенолни формалдехиди) – Веома еластичан и релативно топлотно отпоран полимер, који је изузетно неподложан паљењу. Користи се за израду изолационих делова електричних инсталација, папирно ламинираних производа (нпр. ), топлотно изолационих пена. То је термопластика, са познатим продајним именом бакелит, која се може обликовати употребом топлоте и притиска након мешана са пуниоцем - као што је то случај код подних облога, или се може лити без пуниоца док је у свом течном стању, а може се формирати и пена (нпр. Оасис). Проблеми везани за овај материјал је да је обично тамне боје (црвене, зелене, смеђе), и пошто је термоотпорна тешко се рециклира.
- Полиепоксид (Епокси) Користи се као адхезив, заливајући агенс електричних компоненти, и као матрикс за композитне материјале са отврђивачима као што су амини, амиди, и бор трифлуорид.
- Полаетаретеркетон (PEEK) – Јака, хемијски и топлотно отпорна термопластика. Њена биокомпатибилност јој омогућава примену у медицинским имплантима, авионским деловима, итд. Овај материјал је један од најскупљих комерцијалних полимера.
- Полиетаримид (PEI) (Ултем) – Високо температурни, хемијско стабилни полимер који се не кристализује.
- Полиимид — Високо температурна пластика која се користи у материјалима као што је каптонска трака.
- Полилалтична киселина (PLA) – Биоразградива, термопластика која се може конвертовати у разне алифатичне полиестре изведене из млечне киселине, која се може добити ферментацијом разних пољопривредних производа, као што је кукурузни скроб. Некад је добијана из млечних производа.
- Полиметил метакрилат (PMMA) (Акрилна пластика) – Контактна сочива (оригиналног „тврдог“ варијетета), прозорска окна (најбоље позната у тој форми по разним продајним именима; нпр. Перспеx, Ороглас, Плеxиглас), завршеци пертли, дифузиони материјали за флуоресцентну светлост, заклони за аутомобилска светла. Овај материјал формира основу низа уметничких и комерцијалних акрилних боја, које су суспендоване у води употребом других агенаса.
- Политетрафлуороетилен (PTFE) – Топлотно отпорни покривни материјал малог трења, који се користи за израду ствари као што непријањајуће површине тигања, водоводних цеви и тобогана. ПТФЕ је познатији као тефлон.
- Уреја-формалдехид (UF) – Једна од аминопластика која се користи као вишебојна алтернатива фенолним пластикама. Користи се као лепак за дрво (за шперплочу, иверицу, лесонит) и кућишта електричних прекидача.
- Фуран — Резин базиран на фурфурил алкохолу, који се користи у биолошки изведеним композитима са ливничким песком.
- Силикон — Топлотно отпорни резин који се углавном користи као заптивна маса, али се користи за високо температурно посуђе за кување и као базни резин за индустријске боје.
- Полисулфон — Резин који се обрађује путем високо температурног топљења, и налази примену у мембранама, филтрационим медијима, урањајућим цевима водених грејача и другим високо температурним апликацијама.

## Историја
Развој пластике је еволуирао од употребе природних пластичних материјала (нпр. жвакаћа гума, шелак) до употребе хемијски модификованих, природних материјала (нпр. гума, нитроцелулоза, колаген, галалит) и коначно до комплетно синтетичких молекула (нпр. бакелит, епокси, поливинил хлорид). Ране пластике су биле биоразградиви материјали као што су протеин јајета и крви, који су органски полимери. Године 1600 п. н. е, Мезоамериканци су користили природну гуму за израду лопти, трака, и фигурица. Третирани говеђи рогови су кориштени као прозори за фењере у средњем веку. Материјали који опонашају својства рогова су развијени третирањем млечних протеина (казеина) цеђу.
Током 1800-тих, са развојем индустријске хемије током Индустријске револуције, формирано је мноштво нових материјала. Развој пластика је исто тако био убрзан открићем Чарлс Гудјеаровог процеса вулканизације којим се формирају термоотпорни материјали од природне гуме.
Паркесин се сматра првом вештачком пластиком. Тај пластични материјал је патентирао Александар Паркес из Бирмингема, УК 1856. године. Он је представљен на Великој међународној изложби 1862. године у Лондону. Паркесин је освојио бронзану медаљу на Светском сајму у Лондону 1862. Паркесин је формира од целулозе (главне компоненте биљних ћелијских зидова) третиране азотном киселином као растварачем. Производ процеса (широко познат као целулозни нитрат или пироксилин) може да буде растворен у алкохолу. Он отврдњава у транспарентни и еластични материјал, који се може обликовати загревањем. Инкорпорирањем пигмента у продукт, може се остварити да подсећа на слоновачу.
Године 1897. у Хановеру је Вилхелм Крише, власник немачке пресе за масовно штампање, радио на развоју алтернативних типова штампарских шаблона. Резултирајућа пластика, која је наликовала материјалу рогова, је била израђена од млечног протеина казеина. Овај материјал је развијен у кооперацији са аустријским хемичаром (Фридрихом) Адолфом Спитлером (1846–1940). Крајњи полимер није имао жељена својства. Године 1893, француски хемичар Аугуст Трилат је открио начин да претвори казеин у нерастворни материјал путем потапања у формалдехид.
Почетком 20. века развијен је бакелит, као прва потпуно синтетичка термопластика. За његов развој је заслужан белгијски хемичар Лео Баекеланд. Материјал је припремљен полазећи од фенола и формалдехида.
Након Првог светског рата, побољшања хемијске технологије су довела до експлозије нових форми пластике, док је масовна производња почела током 1940-тих и 1950-тих (током Другог светског рата). Међу најранијим примерима таласа нових полимера су полистирен (PS), који је први произвео БАСФ током 1930-тих, и поливинил хлорид (PVC), који је откривен 1872, мада је комерцијална производња почела током касних 1920-тих. Године 1923. је предузеће Durite Plastics Inc. почело са производњом фенолно фурфуралних резина. Истраживачи Региналд Гибсон и Ерик Фоцет из компаније Imperial Chemical Industries (ICI) су открили полиетилен 1933. године.
Ђулио Ната је 1954. године открио полипропилен, а производња је почела 1957. Компанија Dow Chemical је 1954. године изумела проширени полистирен, који је кориштен за изолацију зграда, и за израду амбалаже и посуђа са једнократном употребом.
Особљу предузећа Calico Printers' Association из Уједињеног Краљевства се приписује откриће полиетилен терефталата (PET) 1941. године. Технологија је лиценцирана компанији DuPont за САД и ICI за друге земље. Овај материјал је један од малобројних типова пластике који се могу користити као замена стакла у многим околностима, што је довело до његове широке употребе за израду боца у Европи.

## Састав
Пластике су органски полимери. Највећи број тих полимера је базиран на ланцима који се састоје само од атома угљеника или су присутни и кисеоник, сумпор, или азот. Основа је део ланца на главном „путу“ који повезује велики број понављајућих јединица. Да би се прилагодила својства пластике, различите молекулске групе се „каче“ на основу (оне су обично део мономера од пре него што су мономери били повезани у полимерни ланац). Структура тих бочних ланаца утиче на својства полимера. Путем финог подешавање понављајућих јединица молекулске структуре могу се мењати својства пластике.
Већина пластика садржи смешу других органских или неорганских једињења. Количина адитива се креће у опсегу од нула процената (за једноставне полимере који се користе као амбалажа за храну) до више од 50% код појединих електронских апликација. Просечни садржај адитива је 20% по тежини полимера.
Највећи број контроверзи везаних за пластику је везан за адитиве. Органокалајна једињења су посебно токсична.

### Пуниоци
Пуниоци побољшавају перформансе и/или умањују производне трошкове. Стабилизујући адитиви обухватају антипирене којима се снижава запаљивост материјала. Многе пластике садрже пуниоце, који су релативно инертни и јефтини материјали, те се њима појефтињује продукат по јединици тежине.
Типични пуниоци су минералног порекла, нпр. креда. Неки пуниоци су хемијски активнији и називају се појачавајућим агенсима. Други пуниоци укључују цинк оксид, дрвено брашно, прашину слоноваче, целулозу и скроб.

### Пластификатори
Пошто су многи органски полимери сувише крути за специфичне примене, они се блендирају са пластификаторима (који су највећа група адитива), уљастим једињењима која побољшану реолошка својства.

### Боје
Једињења која дају боју су често коришћени адитиви. Она у незнатној мери доприносе тежини материјала.

## Класификација
Пластике се обично класификују по њиховој хемијској структури основе полимера и бочним ланцима. Неке од важних група у тим класификацијама су акрилна, полиестарска, силиконска, полиуретанска, и халогенисане пластике. Пластике исто тако могу да се класификују по хемијском процесу који се користи за њихову синтезу, као што је кондензација, полиадиција, и унакрсно-повезивање.

### Термопластике и термички полимери
Постоје два типа пластике: термопластике и термореактивни полимери. Термопластике су пластике које не подлежу хемијској промени у свом саставу кад се загревају и могу се отопити више пута. Примери таквих пластика су полиетилен, полипропилен, полистирен и поливинил хлорид. Термопластике се обично налазе у опсегу од 20.000 до 500.000 аму, док се за термореактивне пластике узима да имају бесконачну молекулску тежину. Ти ланци су сачињени од мноштва понављајућих молекулских јединица, изведених из мономера; сваки полимерни ланац има неколико хиљада понављајућих јединица.
Термореактивни полимери се могу једном истопити и попримити облик; након тога они очврсну, и остају чврсти. У термореактивном процесу долази до хемијске реакције која је неповратна. Вулканизација гуме је термореактивни процес. Пре загревања са сумпором, полиизопрен је лепљив, донекле текући материјал, док је након вулканизације продукат чврст.

#### Полиетилен
Почетна фаза процеса настајања полиетилена је процес полимеризације. Полимеризација се састоји у раскидању двоструке везе у молекулу етена:
Сада настала честица, иначе врло реактивна, изазива раскидање двоструке везе у другом молекулу етена и за њега се везује:

димер
На исти начин постепено један за другим повезује се стотина, па чак и хиљаде молекула етена градећи полиетене.
- Производња

Индустријска производња полиетена пре око 70 година била веома тешка. Било је потребно је око 300 МРа и температура изнад 200 °C. Иначе, у структури тог добијеног полимера за основне ланце били су везани бочни огранци, тј. добијени разгранати макромолекули који после очвршћивања дају производ мање густине, тачније око 0,92 g∕cm3 и ниже температуре топљења (110 °C) у односну на полиетен линеарне структуре.
Међутим данас се полиетен производи лакшим путем, уз помоћ специјалних метал-органских катализатора (једињења титана и алуминијума). Чак је потребно само 10 МРа и 70 °C. И производ име велике предности, већу густину, релативну молекулску масу до неколико милиона и линеарну структуру. Топи се на 130 °C и има већу механичку чврстоћу од полиетена разгранате структуре.
- Примена полиетена

Користе се за израду цеви за транспорт корозивних течности и воде за наводњавање пољопривредних култура. Има велику примену у домаћинству, од аполиетен се праве предмети за домаћинства, фолије од којих се израђује амбалажа, за прављење боца дечјих играчака итд. Такође служи као изолатор каблова у електротехници, и у повртарству полиетенске фолије штите поврће од мраза.

#### Полипропилен
По изгледу и неким другим особинама је сличан полиетену, али има вишу температуру топљења око 170 °C. 
Полипропен је полимер пропена, CH3 - CH = CH2. Полимеризација се врши у течном хексану или хептану на температури од 70 °C до 100 °C и притиску од око 1 МРа.
Зависно од услова полимеризације и катализатора може се добити производа молекулске масе 20-500 хиљада. 
- Примена

Примену је нашао у изради влакана, производњи фолије, опреме за хемијску индустрију, изолацију каблова, производњу цеви итд.

#### Поливинил-хлорид
После полиетена најважнија пластична маса је управо поливинил-хлорид (PVC). Добија се полимеризацијом винил-хлорида, CH2 = CHCl.
Полимеризација се врши на ниским притисцима испод 1 МРа, и температури од 30 до 80 °C у присуству неког неорганског или органског пероксида као активатора.
- Особине

Није запаљив јер садржи хлор. Веома је тврд и крут, у већини случајева му се додају омекшивачи нпр. трикрезилфосфата и дифутилфталата да би био еластичан.
- Примена

Примена му је знатно мања зато што се омекшава на температури изнад 80 °C.
Употребљава се у производњи дечјих играчака, амбалажа, филмова, вештачке коже.
Хемијски је веома отпоран, и употребљава се и у изради цеви.

#### Полистирен
Добија се у индустрији каталитичком дехидрогенизацијом етилбензена.:
600 °C
ZnO
Молекул овог једињења састоји се од бензеневог језгра за које је везана ванилин-група CH2 = CH-, па се још назива и винил-бензен.
- Особине

Поилиестерен је безбојан, тврд и прозиран, омекшава на температури око 100 °C а топи се на 140 °C.
Отпоран је на киселине и базе, има електроизолациона својства.
Кополимер је макромолекул који је повезан са два мономера неког другог једињења сем стирена. Његова стуктура изгледа овако: 
-М1 -М2 -М2 -М2 -М1 -М1 -М2 -М1 -М1 - М2 -   
Молекули мономера су повезани без икаквог реда.
- Примена

Кополимери се користе за израду кутија за радио и ТВ пријемника, апарата за домаћинство, намештаја, играчака итд. Служе и за паковање намерница, и козметичких препарата и сл.
Занимљиво је и то да се може прерадити и у пену која се зове експандирани полимер, а користи се за звучну и топлотну изолацију.

### Друге класификације
Друге класификације су базиране на својствима која су релевантна за производњу или за дизајн продукта. Примери таквих класа су термопластика и термореактивна пластика, еластомер, структурна, биоразградива, и електрично проводна. Пластике се такође могу класификовати по разним физичким својствима, као што су густина, затезна чврстоћа, температура стаклене транзиције, и отпорности на разне хемијске продукте.

#### Биоразградивост
Биоразградиве пластике се разлажу (деградирају) након излагања светлости (нпр. ултравиолетној радијацији), води или влази, бактеријама, ензимима, хабању ветром, и у неким случајевима се дејство глодара, штеточина, или напад инсеката такође сматра обликом биодеградације или деградације животне средине. За неке облике деградације је неопходно да је пластика изложена на површини, док су други облици ефективни једино ако постоје одређени услови у депонији или у систему за компостирање. Скробни прах се меша са пластиком као пунилац да би се олакшала деградација, мада то још увек не доводи до комплетне разградње пластике. Спроводе се активна истраживања на генетичком дизајну бактерија које синтетишу комплетно биоразградиву пластику, али је такав материјал, као што је Биопол, за сад скуп. Развијени су биоразградиви адитиви којима се увећава брзина биодеградације пластике.

#### Природна вс синтетичка
Већина пластика се производи из петрохемикалија. Због ограничених петрохемијских резерви и претње од глобалног загревања, дошло је до развоја биопластика. Биопластике се првенствено праве од обновљивих биљних материјала као што су целулоза и скроб.
У поређењу са глобалном потрошњом флексибилне амбалаже, која се процењује на 12,3 милиона тона/годишње, процењује се да је глобални производни капацитет биоразградивих материјала на нивоу од 327.000 тона/годишње.

#### Кристална вс аморфна
Неке пластике су делимично кристалне, а делимично аморфне у погледу молекулске структуре, те оне имају тачку топљења (температуре на којој се привлачне интермолекуларне силе превазилазе), и једну или више стаклених транзиција (температура изнад којих се мера локализоване молекулске флексибилности знатно повећана). Такозване полукристалне пластике обухватају полиетилен, полипропилен, поли (винил хлорид), полиамиде (најлоне), полиестре и неке полиуретане. Многе пластике су комплетно аморфоне, као што је полистирен и његови кополимери, поли (метил метакрилат), и све термореактивне пластике.